# Prezidentské volby v Abcházii 1994
Volba prezidenta Abcházie v roce 1994 byla první volba prezidenta této tehdy mezinárodně neuznané kavkazské země. Zároveň se jednalo o jedinou nepřímou volbu hlavy státu, kdy rozhodovalo Abchazské lidové shromáždění, tehdy ještě zvané Nejvyšší sovět Republiky Abcházie. Jediným kandidátem byl Vladislav Ardzinba, který tak nemusel čelit žádnému protikandidátovi.
K této volbě došlo rok po skončení války v Abcházii, jež se odehrála v letech 1992 až 1993. Poválečná Abcházie se v mezidobí od skončení války do konání voleb snažila o vytvoření státních struktur, přijata byla i nová Ústava Abcházie, dle níž je Abcházie suverénním a nezávislým státem. Vladislav Ardzinba byl zvolen prezidentem a inaugurován do úřadu byl 6. prosince 1994.